# Borys Tereszczuk
Borys Pawłowycz Tereszczuk (ukr. Борис Павлович Терещук, ur. 18 marca 1945 w Kijowie, zm. 10 czerwca 2011) – ukraiński siatkarz, reprezentant Związku Radzieckiego, złoty medalista igrzysk olimpijskich, mistrzostw Europy i pucharu świata, trener.

## Życiorys
Tereszczuk grał w reprezentacji Związku Radzieckiego w latach 1968–1971. Wystąpił na igrzyskach olimpijskich 1968 w Meksyku. Zagrał wówczas w ośmiu z dziewięciu meczów. Dzięki ośmiu zwycięstwom i jednej porażce reprezentanci ZSRR wygrali turniej. W 1969 zdobył brązowy medal pucharu świata rozgrywanego w NRD. Tryumfował podczas mistrzostw Europy 1971 we Włoszech oraz podczas uniwersjady 1973 w Moskwie.
Był zawodnikiem klubów Łokomotyw Kijów (od 1962 do 1963 i od 1965) i SKA Kijów (od 1963 do 1965). W mistrzostwach ZSRR zajmował 1. miejsce w 1967 (jako reprezentant Ukrainy), 2. miejsce w 1969 i 3. miejsce w 1966. W 1973 zdobył puchar Związku Radzieckiego.
W 1973 ukończył Ukraińską Akademię Rolniczą. W latach 80. pracował jako trener męskiej drużyny Łokomotywu Kijów.
Za osiągnięcia sportowe został wyróżniony tytułem Zasłużony Mistrz Sportu ZSRR w 1968 i Zasłużony Trener ZSRR w 1982.